# Rafael Romo
Rafael Enrique Romo Pérez (Turén, 25 febbraio 1990) è un calciatore venezuelano, portiere dell'Universidad Católica.

## Biografia
Ha un fratello più piccolo, José, anch'egli calciatore, che gioca nell'Olympiakos Nicosia. Possiede anche il passaporto spagnolo.

## Caratteristiche tecniche
Grazie alla sua altezza, è bravo nell'intercettare cross provenienti dalle fasce, ma ha anche dei buoni riflessi ed una discreta abilità nel giocare con i piedi, ed è stato paragonato a Gilberto Angelucci.

## Carriera

### Club
Dopo aver debuttato nell'Atlético Turén, in seconda divisione, si è messo in evidenza durante la Coppa nazionale contro l'UA Maracaibo, venendo messo sotto contratto dal Llaneros de Guanare per la stagione successiva.
A giugno 2009 viene messo sotto contratto dall'Udinese. Debutta con i friulani il 15 maggio 2010 in Lazio-Udinese 3-1 sostituendo lo squalificato Handanovic e l'infortunato Belardi.
Il 25 agosto 2012 viene ceduto in prestito ai venezuelani del Mineros.

### Nazionale
Ha giocato con il Venezuela under 20 durante il Sudamericano Sub-20 2009, rivelandosi come uno dei migliori della competizione nel suo ruolo e guadagnandosi la possibilità di esordire in nazionale maggiore il 6 giugno 2009 contro la Bolivia, partita valevole per le qualificazioni ai Mondiali vinta 1-0 in trasferta a La Paz.

## Statistiche

### Presenze e reti nei club
Statistiche aggiornate al 14 agosto 2022.
| Stagione                   | Squadra                    | Campionato                 | Campionato | Campionato | Coppe nazionali | Coppe nazionali | Coppe nazionali | Coppe continentali | Coppe continentali | Coppe continentali | Altre coppe | Altre coppe | Altre coppe | Totale | Totale |
| Stagione                   | Squadra                    | Comp                       | Pres       | Reti       | Comp            | Pres            | Reti            | Comp               | Pres               | Reti               | Comp        | Pres        | Reti        | Pres   | Reti   |
| -------------------------- | -------------------------- | -------------------------- | ---------- | ---------- | --------------- | --------------- | --------------- | ------------------ | ------------------ | ------------------ | ----------- | ----------- | ----------- | ------ | ------ |
| 2007-gen. 2008             | Atlético Turén             | SD                         | ?          | -?         | CV              | ?               | -?              | -                  | -                  | -                  | -           | -           | -           | ?      | -?     |
| gen.-giu. 2008             | Llaneros de Guanare        | PD                         | 8          | -?         | CV              | ?               | -?              | -                  | -                  | -                  | -           | -           | -           | 8      | -?     |
| 2008-2009                  | Llaneros de Guanare        | PD                         | 19         | -?         | CV              | ?               | -?              | -                  | -                  | -                  | -           | -           | -           | 19     | -?     |
| Totale Llaneros de Guanare | Totale Llaneros de Guanare | Totale Llaneros de Guanare | 27         | -?         |                 | 0               | 0               |                    | -                  | -                  |             | -           | -           | 27     | -?     |
| 2009-2010                  | Udinese                    | A                          | 1          | -3         | CI              | 0               | 0               | -                  | -                  | -                  | -           | -           | -           | 1      | -3     |
| 2010-gen. 2011             | Udinese                    | A                          | 0          | 0          | CI              | 0               | 0               | -                  | -                  | -                  | -           | -           | -           | 0      | 0      |
| gen.-giu. 2011             | Est. Mérida                | PD                         | 14         | -26        | CV              | ?               | -?              | -                  | -                  | -                  | -           | -           | -           | 14     | -26    |
| 2011-2012                  | Udinese                    | A                          | 0          | 0          | CI              | 0               | 0               | UCL+UEL            | 0+0                | 0                  | -           | -           | -           | 0      | 0      |
| 2012-2013                  | Mineros                    | PD                         | 21         | -22        | CV              | 0               | 0               | CS                 | 1                  | -4                 | -           | -           | -           | 22     | -26    |
| 2013-2014                  | Mineros                    | PD                         | 34         | -26        | CV              | 0               | 0               | CS                 | 3                  | -4                 | -           | -           | -           | 37     | -30    |
| 2014-2015                  | Mineros                    | PD                         | 23         | -21        | CV              | 0               | 0               | CL                 | 5                  | -10                | -           | -           | -           | 28     | -31    |
| Totale Mineros             | Totale Mineros             | Totale Mineros             | 78         | -69        |                 | 0               | 0               |                    | 9                  | -18                |             | -           | -           | 87     | -87    |
| 2015-2016                  | Udinese                    | A                          | 0          | 0          | CI              | 0               | 0               | -                  | -                  | -                  | -           | -           | -           | 0      | 0      |
| Totale Udinese             | Totale Udinese             | Totale Udinese             | 1          | -3         |                 | 0               | 0               |                    | 0                  | 0                  |             | -           | -           | 1      | -3     |
| 2016-2017                  | AEL Limassol               | AK                         | 25+9       | -18 + -12  | CC              | 4               | -1              | -                  | -                  | -                  | -           | -           | -           | 38     | -31    |
| 2017-2018                  | Beerschot VA               | D2                         | 28+12      | -27 + -24  | CB              | 2               | -4              | -                  | -                  | -                  | -           | -           | -           | 42     | -55    |
| 2018-2019                  | APOEL                      | AK                         | 7+5        | -5 + -3    | CC              | 0               | 0               | UCL+UEL            | -                  | -                  | SC          | 1           | -1          | 13     | -9     |
| 2019-2020                  | Silkeborg                  | SL                         | 18+5       | -34 + -3   | CD              | 3               | -2              | -                  | -                  | -                  | -           | -           | -           | 37     | -39    |
| 2020-2021                  | OH Levanio                 | D1                         | 29         | -50        | CB              | 2               | -3              | -                  | -                  | -                  | -           | -           | -           | 31     | -53    |
| 2021-apr. 2022             | OH Levanio                 | D1                         | 17         | -33        | CB              | 0               | 0               | -                  | -                  | -                  | -           | -           | -           | 17     | -33    |
| Totale OH Lovanio          | Totale OH Lovanio          | Totale OH Lovanio          | 46         | -83        |                 | 2               | -3              |                    | -                  | -                  |             | -           | -           | 48     | -86    |
| apr.-dic. 2022             | D.C. United                | MLS                        | 13         | -27        | USOC            | 1               | -3              | -                  | -                  | -                  | -           | -           | -           | 14     | -30    |
| Totale carriera            | Totale carriera            | Totale carriera            | 257+31     | -292+-42   |                 | 12              | -13             |                    | 9                  | -18                |             | 1           | -1          | 310    | -366   |

### Cronologia presenze e reti in nazionale
| Cronologia completa delle presenze e delle reti in nazionale ― Venezuela | Cronologia completa delle presenze e delle reti in nazionale ― Venezuela | Cronologia completa delle presenze e delle reti in nazionale ― Venezuela | Cronologia completa delle presenze e delle reti in nazionale ― Venezuela | Cronologia completa delle presenze e delle reti in nazionale ― Venezuela | Cronologia completa delle presenze e delle reti in nazionale ― Venezuela | Cronologia completa delle presenze e delle reti in nazionale ― Venezuela | Cronologia completa delle presenze e delle reti in nazionale ― Venezuela |
| Data                                                                     | Città                                                                    | In casa                                                                  | Risultato                                                                | Ospiti                                                                   | Competizione                                                             | Reti                                                                     | Note                                                                     |
| ------------------------------------------------------------------------ | ------------------------------------------------------------------------ | ------------------------------------------------------------------------ | ------------------------------------------------------------------------ | ------------------------------------------------------------------------ | ------------------------------------------------------------------------ | ------------------------------------------------------------------------ | ------------------------------------------------------------------------ |
| 20-8-2008                                                                | Puerto La Cruz                                                           | Venezuela                                                                | 4 – 1                                                                    | Siria                                                                    | Amichevole                                                               | -                                                                        | 83’                                                                      |
| 13-5-2009                                                                | San Cristóbal                                                            | Venezuela                                                                | 4 – 1                                                                    | Costa Rica                                                               | Amichevole                                                               | -1                                                                       | 46’                                                                      |
| 6-6-2009                                                                 | La Paz                                                                   | Bolivia                                                                  | 0 – 1                                                                    | Venezuela                                                                | Qual. Mondiali 2010                                                      | -                                                                        | 66’                                                                      |
| 24-6-2009                                                                | Atlanta                                                                  | Messico                                                                  | 4 – 0                                                                    | Venezuela                                                                | Amichevole                                                               | -4                                                                       |                                                                          |
| 27-6-2009                                                                | San José                                                                 | Costa Rica                                                               | 1 – 0                                                                    | Venezuela                                                                | Amichevole                                                               | -1                                                                       |                                                                          |
| 7-8-2011                                                                 | Washington                                                               | El Salvador                                                              | 2 – 1                                                                    | Venezuela                                                                | Amichevole                                                               | -2                                                                       |                                                                          |
| 11-8-2011                                                                | Miami                                                                    | Honduras                                                                 | 2 – 0                                                                    | Venezuela                                                                | Amichevole                                                               | -                                                                        |                                                                          |
| 2-9-2011                                                                 | Calcutta                                                                 | Venezuela                                                                | 0 – 1                                                                    | Argentina                                                                | Amichevole                                                               | -1                                                                       |                                                                          |
| 11-9-2018                                                                | Panama                                                                   | Panama                                                                   | 0 – 2                                                                    | Venezuela                                                                | Amichevole                                                               | -                                                                        |                                                                          |
| 16-11-2018                                                               | Ōita                                                                     | Giappone                                                                 | 1 – 1                                                                    | Venezuela                                                                | Amichevole                                                               | -1                                                                       |                                                                          |
| 1-6-2019                                                                 | Miami                                                                    | Venezuela                                                                | 1 – 1                                                                    | Ecuador                                                                  | Amichevole                                                               | -1                                                                       |                                                                          |
| 14-10-2019                                                               | Caracas                                                                  | Venezuela                                                                | 2 – 0                                                                    | Trinidad e Tobago                                                        | Amichevole                                                               | -                                                                        | 46’                                                                      |
| 11-11-2021                                                               | Quito                                                                    | Ecuador                                                                  | 1 – 0                                                                    | Venezuela                                                                | Qual. Mondiali 2022                                                      | -1                                                                       |                                                                          |
| 18-6-2023                                                                | East Hartford                                                            | Venezuela                                                                | 1 – 0                                                                    | Guatemala                                                                | Amichevole                                                               | -                                                                        |                                                                          |
| 7-9-2023                                                                 | Barranquilla                                                             | Colombia                                                                 | 1 – 0                                                                    | Venezuela                                                                | Qual. Mondiali 2026                                                      | -1                                                                       |                                                                          |
| 12-9-2023                                                                | Maturín                                                                  | Venezuela                                                                | 1 – 0                                                                    | Paraguay                                                                 | Qual. Mondiali 2026                                                      | -                                                                        |                                                                          |
| 12-10-2023                                                               | Cuiabá                                                                   | Brasile                                                                  | 1 – 1                                                                    | Venezuela                                                                | Qual. Mondiali 2026                                                      | -1                                                                       |                                                                          |
| 17-10-2023                                                               | Maturín                                                                  | Venezuela                                                                | 3 – 0                                                                    | Cile                                                                     | Qual. Mondiali 2026                                                      | -                                                                        |                                                                          |
| 16-11-2023                                                               | Maturín                                                                  | Venezuela                                                                | 0 – 0                                                                    | Ecuador                                                                  | Qual. Mondiali 2026                                                      | -                                                                        |                                                                          |
| 21-11-2023                                                               | Lima                                                                     | Perù                                                                     | 1 – 1                                                                    | Venezuela                                                                | Qual. Mondiali 2026                                                      | -1                                                                       |                                                                          |
| 21-3-2024                                                                | Fort Lauderdale                                                          | Venezuela                                                                | 1 – 2                                                                    | Italia                                                                   | Amichevole                                                               | -2                                                                       |                                                                          |
| 22-6-2024                                                                | Santa Clara                                                              | Ecuador                                                                  | 1 – 2                                                                    | Venezuela                                                                | Coppa America 2024 - 1º turno                                            | -1                                                                       |                                                                          |
| 26-6-2024                                                                | Inglewood                                                                | Venezuela                                                                | 1 – 0                                                                    | Messico                                                                  | Coppa America 2024 - 1º turno                                            | -                                                                        |                                                                          |
| 30-6-2024                                                                | Austin                                                                   | Giamaica                                                                 | 0 – 3                                                                    | Venezuela                                                                | Coppa America 2024 - 1º turno                                            | -                                                                        |                                                                          |
| 5-7-2024                                                                 | Arlington                                                                | Venezuela                                                                | 1 – 1 (3 – 4 dtr)                                                        | Canada                                                                   | Coppa America 2024 - Quarti di finale                                    | -1                                                                       |                                                                          |
| 5-9-2024                                                                 | El Alto                                                                  | Bolivia                                                                  | 4 – 0                                                                    | Venezuela                                                                | Qual. Mondiali 2026                                                      | -4                                                                       |                                                                          |
| 10-9-2024                                                                | Maturín                                                                  | Venezuela                                                                | 0 – 0                                                                    | Uruguay                                                                  | Qual. Mondiali 2026                                                      | -                                                                        |                                                                          |
| 10-10-2024                                                               | Maturín                                                                  | Venezuela                                                                | 1 – 1                                                                    | Argentina                                                                | Qual. Mondiali 2026                                                      | -1                                                                       |                                                                          |
| 15-10-2024                                                               | Asuncion                                                                 | Paraguay                                                                 | 2 – 1                                                                    | Venezuela                                                                | Qual. Mondiali 2026                                                      | -2                                                                       |                                                                          |
| 14-11-2024                                                               | Maturin                                                                  | Venezuela                                                                | 1 – 1                                                                    | Brasile                                                                  | Qual. Mondiali 2026                                                      | -1                                                                       | 59’                                                                      |
| 19-11-2024                                                               | Santiago del Cile                                                        | Cile                                                                     | 4 – 2                                                                    | Venezuela                                                                | Qual. Mondiali 2026                                                      | -4                                                                       |                                                                          |
| 21-3-2025                                                                | Quito                                                                    | Ecuador                                                                  | 2 – 1                                                                    | Venezuela                                                                | Qual. Mondiali 2026                                                      | -2                                                                       |                                                                          |
| 25-3-2025                                                                | Maturín                                                                  | Venezuela                                                                | 1 – 0                                                                    | Perù                                                                     | Qual. Mondiali 2026                                                      | -                                                                        |                                                                          |
| 6-6-2025                                                                 | Maturín                                                                  | Venezuela                                                                | 2 – 0                                                                    | Bolivia                                                                  | Qual. Mondiali 2026                                                      | -                                                                        |                                                                          |
| 10-6-2025                                                                | Montevideo                                                               | Uruguay                                                                  | 2 – 0                                                                    | Venezuela                                                                | Qual. Mondiali 2026                                                      | -2                                                                       |                                                                          |
| Totale                                                                   |                                                                          | Presenze                                                                 | 35                                                                       |                                                                          | Reti                                                                     | -35                                                                      |                                                                          |

## Palmarès

### Club
- Campionato cipriota: 1

APOEL: 2018-2019
- Supercoppa di Cipro: 1

APOEL: 2019